# پرفلوروپنتاسن
پرفلوروپنتاسن (به انگلیسی: Perfluoropentacene) یک ترکیب شیمیایی است. شکل ظاهری این ترکیب، پودر آبی تیره است.